# Thomas Satinsky
Thomas Satinsky (* 7. Juni 1959 in Stuttgart) ist ein deutscher Journalist und Zeitungsverleger.

## Werdegang
Nach dem Abitur in Leinfelden-Echterdingen und anschließendem Studium der Germanistik und der Politischen Wissenschaften in Tübingen absolvierte er bei der Heilbronner Stimme in Heilbronn ein Volontariat und war dort bis 1987 Redakteur für Lokales und Jugendthemen. Dann wechselte er zu Sonntag Aktuell nach Stuttgart. Von 1998 bis 2005 war er Chefredakteur der Pforzheimer Zeitung. Seit 2005 war er Chefredakteur des Südkuriers. Ende Januar 2010 trat Satinsky als Chefredakteur zurück. Seit 1. Februar 2010 ist Thomas Satinsky geschäftsführender Verleger der Pforzheimer Zeitung.